# Орални секс
Орални секс је врста секса у којој је полни орган стимулисан оралним путем, односно устима (уснама, језиком, зубима или грлом). Ова врста секса не обухвата међусобни контакт мушког и женског полног органа. Поред кунилингуса постоји и анилингус, сексуална стимулација ануса.
Орални секс се може изводити као предигра за подстицање сексуалног узбуђења пре других сексуалних активности (као што су вагинални или анални однос), или као еротски и физички интимни чин сам по себи. Као и већина облика сексуалне активности, орални секс може представљати ризик за добијање полно преносивих инфекција (STI/STD). Међутим, ризик од трансмисије оралног секса, посебно преношења HIV-а, знатно је мањи него код вагиналног или аналног секса.
Орални секс се често сматра табуом, али већина земаља нема законе који забрањују ту праксу. Људи обично не сматрају да орални секс утиче на невиност било којег партнера, иако се мишљења о томе разликују. Људи такође могу имати негативна осећања или сексуалне инхибиције у вези са давањем или примањем оралног секса, или могу глатко одбити да се упусте у ову праксу.
Постоје 3 подврсте оралног секса и то:
- Кунилингус — орални секс који се изводи над женом,
- Фелацио — орални секс који се изводи над мушкарцем и
- Анилингус — орални секс којим се стимулише партнеров анус.

Орални секс се у жаргону назива „пушење“ (када се изводи над мушкарцем) или „лизање“ (када се изводи над женом). Практикују га и хетеросексуални и хомосексуални парови. Упражњава се или као део предигре или као комплетан сексуални чин.
Приликом ове врсте секса не постоји могућност зачећа. Ипак треба обратити пажњу на то да је и приликом овог вида секса могуће преношење заразних болести (као што су сида, херпес, итд.) Сматра се, ипак, да се неке врсте сексуално преносивих болести теже преносе на овај начин него што је то случај са класичним сношајем.

## Пракса

### Очување невиности
Орални секс се може практиковати да би се очувала невиност, посебно међу хетеросексуалним паровима; ово се понекад назива техничком невиношћу (која може укључивати анални секс, међусобну мастурбацију и друге непенетративне сексуалне радње, али искључује пенис-вагинални секс). Концепт „техничке невиности“ или сексуалне апстиненције кроз орални секс је популаран међу тинејџерима.
Хомосексуалци који орални секс сматрају начином одржавања невиности виде аналну пенетрацију пенисом као губитак невиности, док други геј мушкарци могу дефинисати орални секс као свој главни облик сексуалне активности. Насупрот томе, лезбејски парови обично гледају на орални секс или подвлачење прстију као на губитак невиности, иако се дефиниције губитка невиности разликују и међу лезбејкама.

### Контрацепција и безбедан секс
Орални секс сам по себи не доводи до трудноће и хетеросексуални парови могу да се упусте у орални секс из разлога контрацепције. Да би дошло до зачећа, сперматозоиди из пениса морају ући у материцу и јајоводе и оплодити женско јаје. Код људи не постоји веза између гастроинтестиналног система и репродуктивног система, и сперма коју прогута жена бива убијена и разложена киселинама у њеном желуцу и протеинима у танком цреву. Производи разлагања се тада апсорбују као занемарљива количина хранљивих материја. Међутим, постоји потенцијални ризик од трудноће ако сперма дође у контакт са вагиналним подручјем на неки начин, као што је сперма у ејакулату која се нађе на прстима, рукама или другим деловима тела, која затим дође у контакт са вагиналним подручјем.
Орални секс није нужно ефикасан метод превенције полно преносивих инфекција (STI), иако се верује да се неки облици STI ређе шире на овај начин, а орални секс се препоручује као облик безбедног секса. У Сједињеним Државама, Управа за храну и лекове није оценила да је иједна метода баријере за употребу током оралног секса ефикасна. Међутим, заштитна баријера као што је кондом за фелацију или зубна брана за кунилингус може понудити одређену заштиту од контакта када се практикује орални секс.
Орални секс треба ограничити на заштићена подручја. Импровизована дентална брана може да се направи од кондома или рукавице од латекса или нитрила, али употреба праве зубне бране се сматра пожељнијим; то је зато што праве денталне бране покривају већу површину, избегавају незгоде изазване „клизањем“ ван покривене области и избегавају ризик да се импровизоване верзије случајно оштете или убоду маказама током поступка сечења. Пластична фолија се такође може користити као препрека током оралног секса, али не постоје коначна научна истраживања о томе колико ефикасна може или не мора бити у спречавању преношења болести. Одређене врсте пластичне фолије произведене су тако да се могу користити у микроталасној пећници и дизајниране су да имају поре које се отварају када се загреју, али такође не постоје научна истраживања о томе какав утицај, ако их има, то има на преношење болести када се користи током оралног секса. Неки људи се жале да дебљина пластике отупљује осећај.

## Галерија
- Илустрација бисексуалног групног секса кунилингуса између две жене и мушкарца
- Хетеросексуални фелацио између мушкарца и жене
- Хетеросексуална Поза „69“ између мушкарца и жене